# De re diplomatica
Le De re diplomatica est un ouvrage en six livres en latin publié à Paris en 1681 par Jean Mabillon, moine bénédictin de la congrégation de Saint-Maur. Il est considéré comme le texte fondateur des deux disciplines modernes de la diplomatique (mot apparu à la suite de sa publication) et de la paléographie. L'historien Marc Bloch a pu écrire à son propos : « Cette année-là - 1681, l'année de la publication du De re diplomatica, une grande date en vérité dans l'histoire de l'esprit humain - la critique des documents d'archives fut définitivement fondée ».
Le titre entier de l'ouvrage est le suivant : De re diplomatica libri VI, in quibus quidquid ad veterum instrumentorum antiquitatem, materiam, scripturam & stilum ; quidquid ad sigilla, monogrammata, subscriptiones ac notas chronologicas ; quidquid inde ad antiquariam, historicam forensemque disciplinam pertinet, explicatur & illustratur. Accedunt commentarius de antiquis regum Francorum palatiis, veterum scripturarum varia specimina, tabulis LX comprehensa nova ducentorum, & amplius, monumentorum collectio.

## Antécédents
En 1672 avait paru le court traité intitulé Censura diplomatis quod Ludovico imperatori fert acceptum cœnobium Lindaviense, d'Hermann Conring, professeur à l'université de Helmstedt : interrogé sur l'authenticité d'un diplôme qui aurait été accordé par l'empereur Louis IV au couvent de chanoinesses de Lindau, ce savant allemand expose pour la première fois clairement certaines des règles qui se retrouveront neuf ans plus tard dans le De re diplomatica (comparaison avec les autres diplômes émanant de la même source afin d'établir des marques distinctives ;  étude des signatures, de l'écriture, parcours du personnage qui a émis le document, etc.). 

## Occasion de l'ouvrage
L'occasion de la rédaction du De re diplomatica par Jean Mabillon fut une publication de la Société des Bollandistes, à Anvers. Cette institution animée par des jésuites s'était consacrée à une approche rigoureuse de l'hagiographie et avait développé des méthodes de critique documentaire. En août 1668, les Bollandistes Daniel van Papenbroeck et Godfried Henschen entamèrent une tournée des abbayes des vallées de la Meuse et de la Moselle, à la recherche de documents ; au cours d'un séjour forcé à Luxembourg, Papenbroeck examina une charte supposée avoir été accordée en l'an 646, par le roi Dagobert Ier, au monastère féminin d'Œren (plus tard Sainte-Irmine), à Trèves ; la comparant à d'autres chartes venant de l'abbaye Saint-Maximin, il conçut alors le projet de formuler des règles claires pour juger de l'authenticité des anciens diplômes. Le résultat de ce travail fut publié en guise de préface au tome II des Acta Sanctorum Aprilis (Anvers, 1675), sous le titre : Propylæum antiquarium circa veri et falsi discrimen in vetustis membranis. Ses conclusions étaient très sévères pour les diplômes monastiques remontant prétendument à l'époque mérovingienne (et notamment ceux de l'abbaye de Saint-Denis) ; il considérait qu'énormément de faux avaient été fabriqués vers le XIe siècle. Dans le tome I de ces Acta Sanctorum Aprilis, un passage du commentaire de la Vie de saint Albert de Jérusalem, auteur de la règle des Carmes (alors fêté le 8 avril), faisait un sort à la prétention de cet ordre de remonter au temps du prophète Élie.
Les bénédictins et les carmes se sentirent agressés par les jésuites. Les seconds réagirent en en appelant à l'Inquisition espagnole : le 14 novembre 1695 celle-ci condamna pour hérésie quatorze volumes des Acta Sanctorum, et la publication fut mise à l'Index en 1700. La réaction des bénédictins, formant alors en France la congrégation de Saint-Maur, fut plus fine, et surtout beaucoup plus efficace : Dom Vincent Marsolle, alors supérieur général de la congrégation, chargea particulièrement Jean Mabillon de composer une réponse ; celui-ci, affecté depuis 1664 à l'abbaye de Saint-Germain-des-Prés auprès du bibliothécaire Luc d'Achery, s'était déjà illustré par une édition des œuvres de saint Bernard en six volumes en 1667, et ensuite par les Acta Sanctorum ordinis sancti Benedicti in sæculorum classes distributa, dont les trois premiers tomes, correspondant aux trois premiers siècles de l'ordre, étaient parus en 1668, 1669 et 1672. Pour la tâche qui lui était confiée, Jean Mabillon bénéficia de la collaboration de son jeune confrère Michel Germain, qui, venant de Saint-Remi de Reims, fut affecté à cette époque à Saint-Germain-des-Prés et s'attacha à lui jusqu'à sa mort prématurée vingt ans plus tard.

## Organisation de l'ouvrage
Contrairement à l'opuscule de Daniel van Papenbroeck, qui s'appuyait sur fort peu d'exemples, Mabillon se piqua, comme l'indique son titre, de faire état d'un très large éventail de documents, et de les faire reproduire en partie en facsimilés dans son ouvrage (livre V) : 58 planches en pleine page, gravures en taille-douce réalisées par Pierre Giffart, qui contribuèrent à la reconnaissance qu'il trouva auprès du public.
- Livre I : distinction des diplômes selon la structure et les modes de transmission ; discussion des principes posés par Papenbroeck sur des exemples particuliers; présentation de différents supports d'écriture et réflexions sur leur durabilité ; les styles et les formes d'écriture, leur origine et leur diffusion.
- Livre II : orthographe ; usage des formules et de la titulature ; le travail dans les chancelleries, la division du travail entre les officiers ; usage et diffusion des sceaux ; mention de témoins ; souscriptions ; dans les six derniers chapitres, chronologie et datation des documents.
- Livre III : discussion approfondie des arguments de Daniel van Papenbroeck, mais aussi d'Hermann Conring, à la lumière d'une documentation plus large ; dans le sixième et dernier chapitre, liste de règles générales pour juger les diplômes.
- Livre IV : liste alphabétique de cent soixante-trois résidences royales, palais et villas, avec leur fondation, leur histoire jusqu'aux temps modernes, puis leur présence dans les sources historiques et littéraires ; précisions sur les liens de tel souverain avec telle résidence, ses séjours ici ou là, et la production de diplômes dans telle ou telle résidence ; livre essentiellement réalisé par Michel Germain.
- Livre V : analyse d'exemples avec reproduction des documents en gravure et commentaires en regard ; notamment, comparaison de spécimens d'écriture de différentes époques et régions (écritures romaines capitales et cursives, écritures gallicane, caroline, gothique, runique, mérovingienne, saxonne, lombarde, onciale et capitale), avec des détails sur les monogrammes, l'usage de notes tironiennes, etc. ; classification des alphabets et des types d'écriture.
- Livre VI : reproduction de deux cent onze textes de diplômes qui ont été mentionnés dans les livres précédents, avec de nouveaux commentaires qui en dégagent, soit les singularités, soit les liens.

## Réactions
La publication de l'ouvrage fut d'emblée considérée comme un événement dans le monde savant. Colbert, à qui il était dédié, voulut faire accorder à l'auteur une pension de deux mille livres, qu'il refusa. Mais dès l'année suivante, Mabillon reçut des missions officielles, d'abord en Bourgogne, ensuite en Allemagne, ensuite en Italie, aux frais du gouvernement.
La reconnaissance rencontrée par l'ouvrage est illustrée par la correspondance qui s'établit entre Mabillon et Daniel van Papenbroeck, contre qui l'ouvrage avait été à l'origine conçu, et qui avait été convaincu d'être tombé dans l'hypercritique : « Je vous avoue que je n'ai plus d'autre satisfaction d'avoir écrit sur cette matière que celle de vous avoir donné occasion de composer un ouvrage si accompli, écrit-il à Mabillon. [...] Ne faites pas difficulté, toutes les fois que vous en aurez occasion, de dire publiquement que je suis entièrement de votre avis ».

## Éditions postérieures

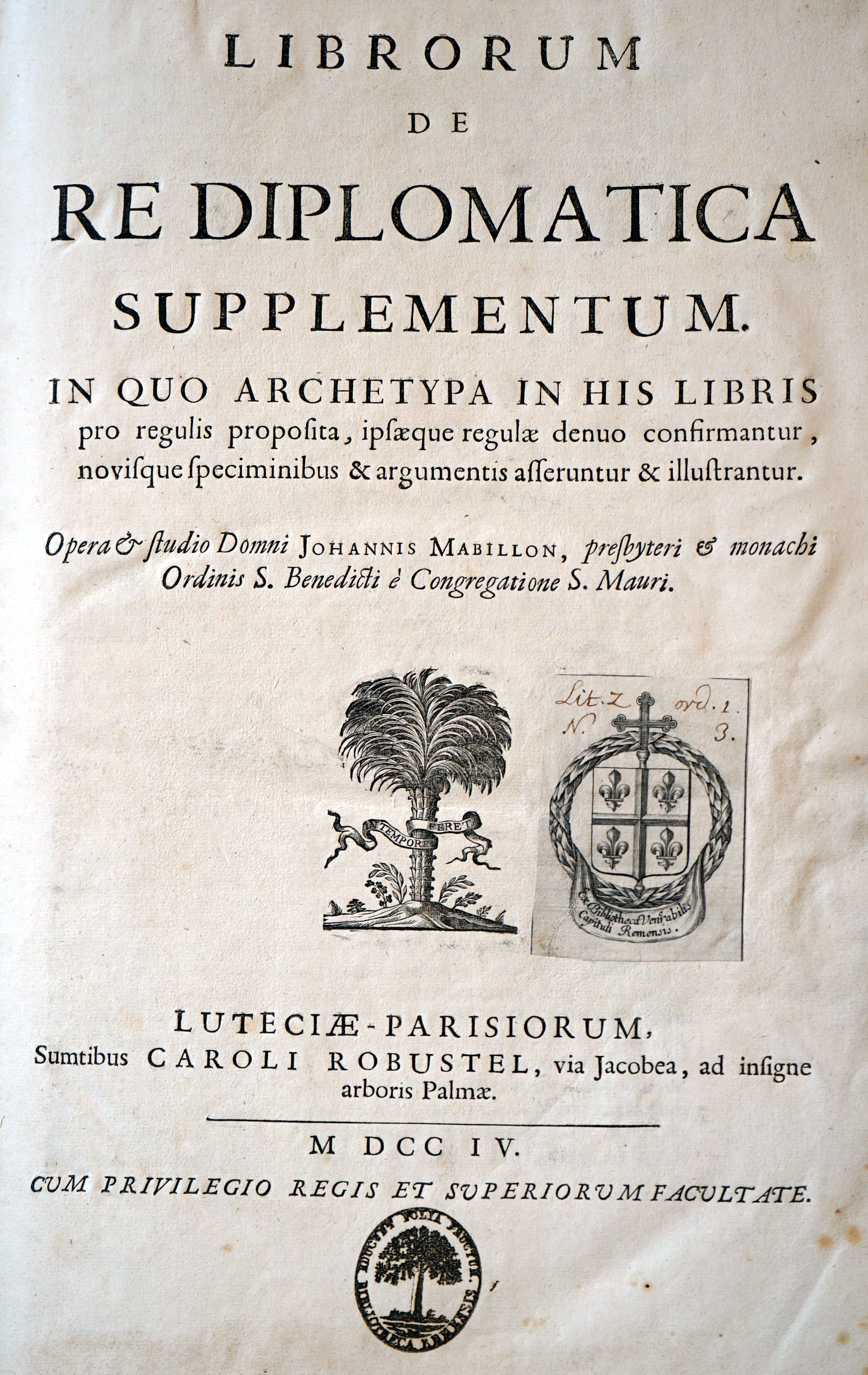
Le Supplementum, saisie révolutionnaire de la bibliothèque du chapitre cathédrale de Reims.

En 1703, Barthélémy Germon, jésuite du collège Louis-le-Grand, publia un texte fortement critique contre l'ouvrage de Mabillon : De veteribus regum Francorum diplomatibus et arte secernendi antiqua diploma a falsis, ad r. p. J. Mabillonium disceptatio (Paris, 1703, in-12). Ce fut le début d'une attaque en règle contre Mabillon et ses disciples bénédictins, notamment Thierry Ruinart, qui se poursuivit dans deux autres publications : De veteribus regum Francorum diplomatibus disceptatio II (Paris, 1706, in-12) et De veteribus regum Francorum diplomatibus... disceptationes adversus Th. Ruinarti et J. Fontanini vindicias et epistolas D. Lazzarini et M.-A. Gatti (Paris, 1707, in-12). Ces textes contenaient même d'assez lourdes insinuations.
Cette attaque fut l'occasion pour Mabillon de publier un supplément de son ouvrage, qu'il avait déjà préparé depuis un certain temps : Librorum de re diplomatica supplementum, in quo archetypa in his libris proposita ipsæque regulæ denuo confirmantur, novisque speciminibus et argumentis asseruntur & illustrantur (Paris, 1704). Il y précise notamment la chronologie et la généalogie du Haut Moyen Âge, y fait un nouveau chapitre sur les styles d'écriture et le matériel utilisé pour écrire, et ajoute de nombreux autres exemples et des facsimilés de diplômes. Une question importante débattue était de savoir s'il était vraisemblable que des documents en parchemin ou papyrus aient subsisté depuis tant de siècles.
Mabillon travaillait déjà alors à une seconde édition de l'ouvrage principal, qu'il ne put mener à bien lui-même du fait de sa mort en décembre 1707. C'est son disciple Thierry Ruinart qui, à partir des notes qu'il avait laissées, donna au public cette seconde édition en 1709. Elle intègre le Supplementum de 1704 et est précédée d'un long avant-propos de dom Ruinart. 
En 1789, l'érudit napolitain Giovanni Adimari (ou Altomare) publia la troisième édition du De re diplomatica, reprenant le texte de la seconde, l'« édition napolitaine », en deux grands volumes luxueux, avec ajout de notes de bas de pages actualisant les débats évoqués.
La congrégation de Saint-Maur produisit un second grand ouvrage de référence dans le domaine de la diplomatique : le Nouveau traité de diplomatique, où l'on examine les fondements de cet art, on établit des règles sur le discernement des titres, et l'on expose historiquement les caractères des bulles pontificales et des diplômes donnés en chaque siècle, avec des éclaircissements sur un nombre considérable de points d'histoire, de chronologie, de critique & de discipline, de René Prosper Tassin et Charles-François Toustain, en six volumes parus entre 1750 et 1765. Ce nouveau traité était d'ailleurs rédigé, non plus en latin, mais en français.